# Désintégrations

Désintégrations est une œuvre pour ensemble et sons de synthèse de Tristan Murail, composée en 1982.

## Histoire
Cette œuvre est une commande de l'IRCAM. Les sons électroniques ont été réalisés à l'IRCAM par Andrew Gerzso. Ces sons sur bande doivent être émis quand les musiciens jouent, et ce de façon parfaitement synchrone.
Désintégrations est créé le 15 février 1983 à l'Espace de projection de l'Ircam à Paris, par l'Ensemble intercontemporain sous la direction de Péter Eötvös.
« Œuvre phare du courant de la musique spectrale », Désintégrations est « un titre de référence pour Tristan Murail ».

« Désintégrations a été composée après un travail approfondi sur la notion de "spectre". Tout le matériau de la pièce (aussi bien la bande que la partition d'orchestre), ses microformes, ses systèmes d'évolution, a pour origine des analyses, des décompositions ou des reconstructions artificielles de spectres harmoniques ou inharmoniques. »

## Effectif
1. Deux flûtes, hautbois, deux clarinettes, basson, cor, trompette, trombone, deux percussionnistes, piano, violon, violon II, alto, violoncelle, contrebasse
2. Dispositif électronique : sons fixés sur support

## Discographie
- Gondwana, Désintégrations, Time And Again, par l'Ensemble de l'itinéraire sous la direction d'Yves Prin, 1987, Musique française d'aujourd'hui.
- Serendib / L'esprit Des Dunes / Désintégrations, par l'Ensemble intercontemporain sous la direction de David Robertson, 1993, Disques Adès.